# Miniatur Wunderland

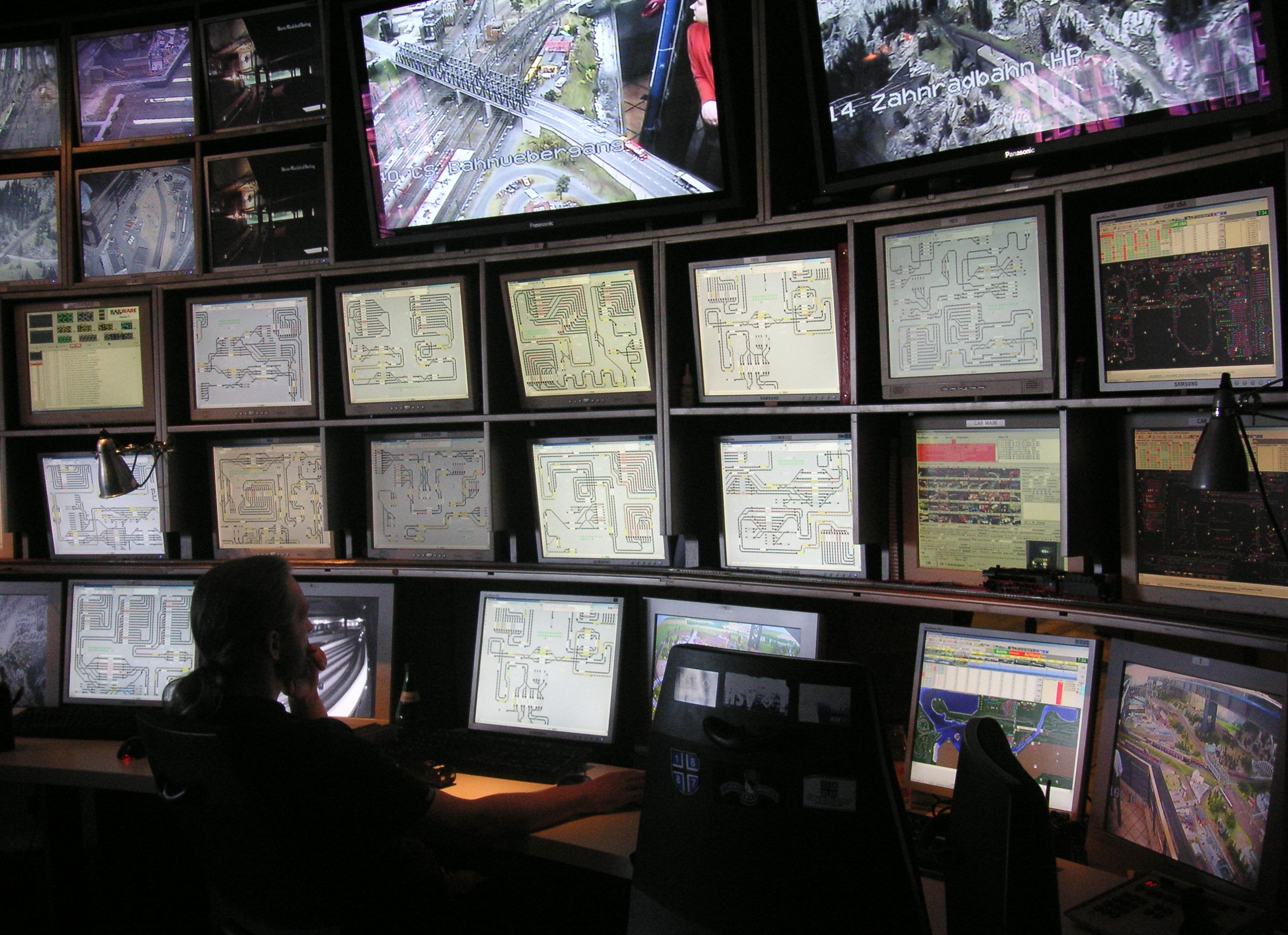
Övervakningscentralen, 2008

Miniatur Wunderland är en modelljärnvägsanläggning som är belägen i två av de gamla lagerhusen i Speicherstadt vid HafenCity i Hamburg, norra Tyskland. 
Anläggningen öppnades den 16 augusti 2001 och är numera världens största i sitt slag. Den täcker för närvarande (2017) en yta på 1 490 m². Rälsen är i skala 1:87 (H0-skala) och sammanlagt 15 400 meter långa. På anläggningen körs 1040 tågsätt som styrs digitalt via en övervakningscentral med 70 datorer. Anläggningen visar ett stort antal realistiskt återgivna miljöer med anknytning till modelltåg, fordon, fartyg och flyg. Bland visade miljöer kan nämnas:

| 1  | Mellantyskland / Harz                              | Augusti 2001   | ca. 120 m² |
| 2  | Knuffingen                                         | Augusti 2001   | ca. 120 m² |
| 3  | Österrike                                          | Augusti 2001   | ca. 060 m² |
| 4  | Hamburg                                            | November 2002  | ca. 200 m² |
| 5  | USA                                                | December 2003  | ca. 100 m² |
| 6  | Skandinavien                                       | Juli 2005      | ca. 300 m² |
| 7  | Schweiz                                            | November 2007  | ca. 250 m² |
| 8  | Knuffingen Airport (liknar Hamburgs Flygplats)     | Maj 2011       | ca. 150 m² |
| 9  | Hamburg - Delavsnitt Hafencity och Elbphilharmonie | November 2013  | ca. 9 m²   |
| 10 | Italien                                            | September 2016 | ca. 190 m² |
| 11 | Italien - Venedig                                  | Februari 2018  | ca. 009 m² |
| 12 | Rio de Janeiro                                     | December 2021  | ca. 046 m² |
| 13 | Monaco & the Provence                              | April 2024     | ca. 070 m² |

## Kommunikationer
Närmaste tunnelbanestation är Baumwall på linje U3.